# 全国公衆浴場業生活衛生同業組合連合会
全国公衆浴場業生活衛生同業組合連合会（ぜんこくこうしゅうよくじょうぎょうせいかつえいせいどうぎょうくみあいれんごうかい、全浴連）は全国43都道府県に存在する公衆浴場生活衛生同業組合の全国組織。

## 沿革
1957年6月3日、「環境衛生関係営業の運営の適正化に関する法律」（現：生活衛生関係営業の運営の適正化及び振興に関する法律）が施行された。同法に基づき都道府県ごとの組合の中央連合体として1958年5月9日、全国公衆浴場業環境衛生同業組合連合会が設立され、厚生大臣（現：厚生労働大臣）より認可された団体である。

## 概要
- 各都道府県の会員数の総計は4000を越える公衆浴場業界最大の団体である。ここでいう公衆浴場とは銭湯のことであり、その他の公衆浴場の場合、サウナのある公衆浴場は日本サウナ協会に加盟している。